# بول آدم
بول آدم (بالفرنسية: Paul Adam)‏ (7 ديسمبر 1862 -1 يناير 1920 ). كان روائيًا فرنسيًا. عاش ومات في باريس. تخصص آدم في كتابة الروايات التاريخية التي تناولت فترة الحروب النابليونية. من أشهر رواياته حبيبتي استيفاني التي ترجمتها دار الهلال المصرية في شهر مارس عام 1983. الكاتب ذو نزعة طبيعية في الأدب. وله روايات أخرى منها القوة، وابن أوسترليتز، والخديعة، والمدينة المجهولة التي مجد فيها عمل جنود المستعمرات في أفريقيا. وطالب بأن يكون لفرنسا ميراث الرومان في حوض البحر الأبيض المتوسط.

## روابط خارجية
- بول آدم على موقع الموسوعة البريطانية (الإنجليزية)
- بول آدم على موقع أوليمبيديا (الإنجليزية)